# فرهنگ در قطر

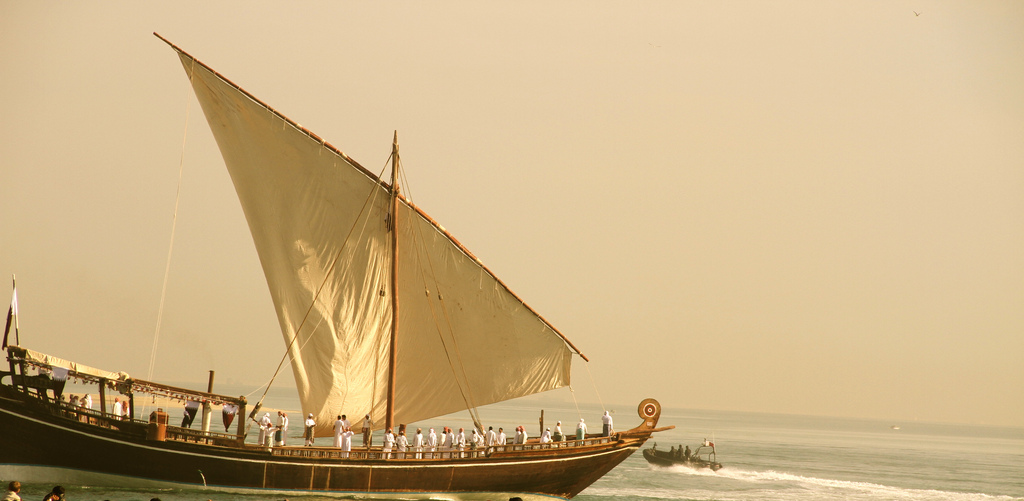
یک قایق بزرگ که از لحاظ تاریخی برای صید مروارید در یک جشنواره داو قطر استفاده می‌شود

فرهنگ قطر به شدت تحت تأثیر فرهنگ سنتی بادیه نشین است و تأثیر آن کمتر از هند، آفریقای شرقی و جاهای دیگر خلیج فارس ناشی می‌شود. شرایط سخت آب و هوایی شبه جزیره، ساکنان آن را وادار کرد که برای حفظ غذا به دریا روی آورند؛ بنابراین، تأکید مشخصی در فرهنگ محلی بر دریا وجود دارد. ادبیات و مضامین فولکلور غالباً مربوط به فعالیت‌های دریایی است.
هنرهای شفاهی مانند شعر و آواز به دلیل محدودیت‌هایی که اسلام در بازنمایی موجودیت احساساتی قرار می‌داد از نظر تاریخی بیشتر از هنر فیگوراتیو رواج داشته‌است. با این حال، برخی از رشته‌های هنرهای تجسمی مانند خوشنویسی، معماری و هنرهای نساجی به‌طور گسترده‌ای مورد استفاده قرار گرفت. هنرهای تجسمی به تدریج در دوره نفت در فرهنگ کشور جذب شدند.
صلاح بن غانی آل علی از سال ۲۰۱۶ وزیر فرهنگ و ورزش قطر بوده‌است.

## هنرهای تجسمی

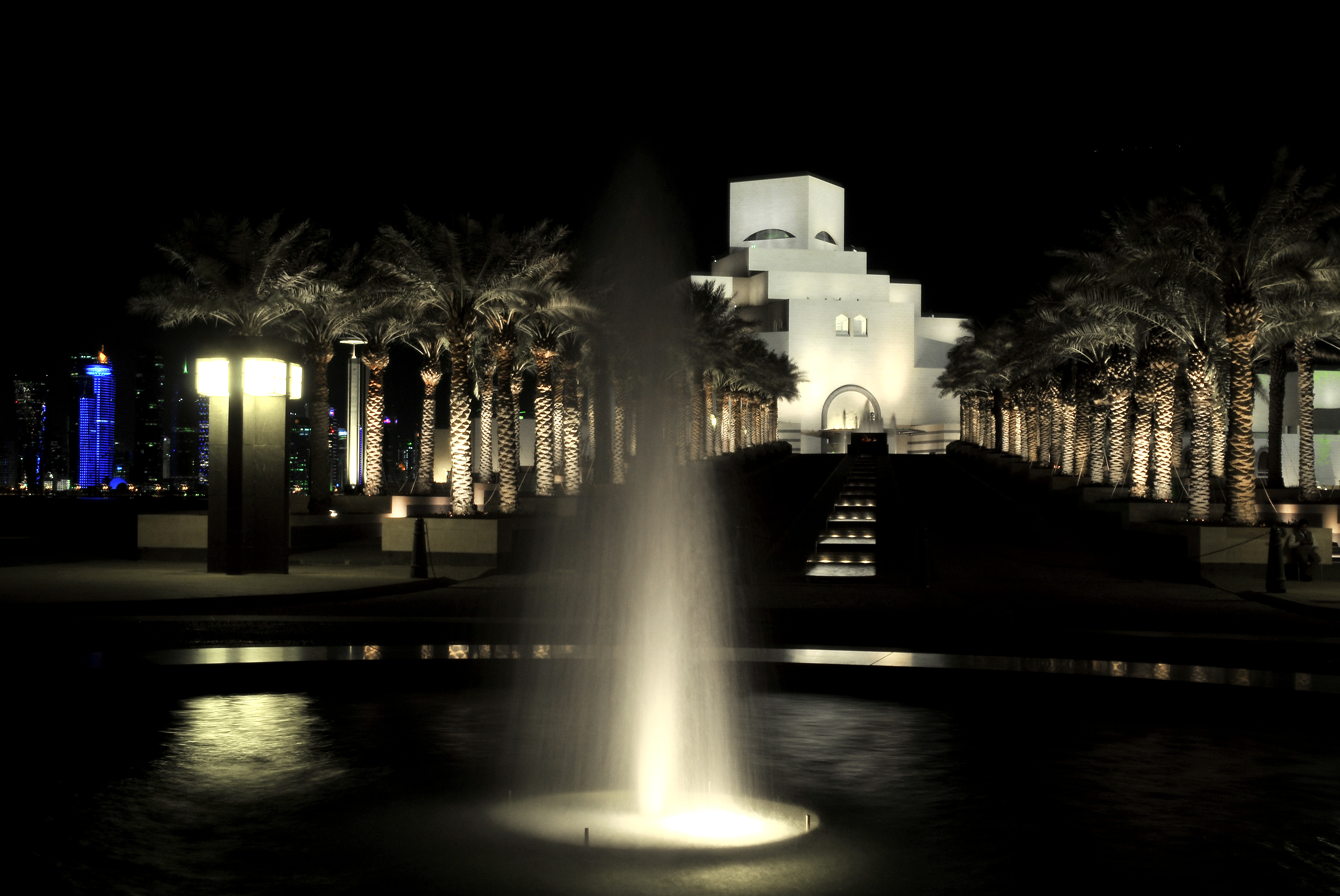
موزه هنرهای اسلامی، دوحه

به دلیل موضع اسلام در مورد هنر انایکنیزم در اسلام، نقاشی‌ها و هنرهای پلاستیکی تا زمان کشف نفت در اواسط قرن بیستم نقش نسبتاً ناچیزی در فرهنگ قطر داشتند. سایر هنرهای تجسمی مانند خوشنویسی و معماری از لحاظ تاریخی غالب‌ترین بیان بصری اسلامی بودند. بخاطر ارتباط تنگاتنگ با اسلام، خوشنویسی بیشترین ارزش را در جامعه داشت. خوشنویسی اغلب در طراحی نشان‌واره رسمی ایالتی، به عنوان مثال، آرم چشم‌انداز ملی ۲۰۳۰ قطر استفاده می‌شود.

## موسیقی

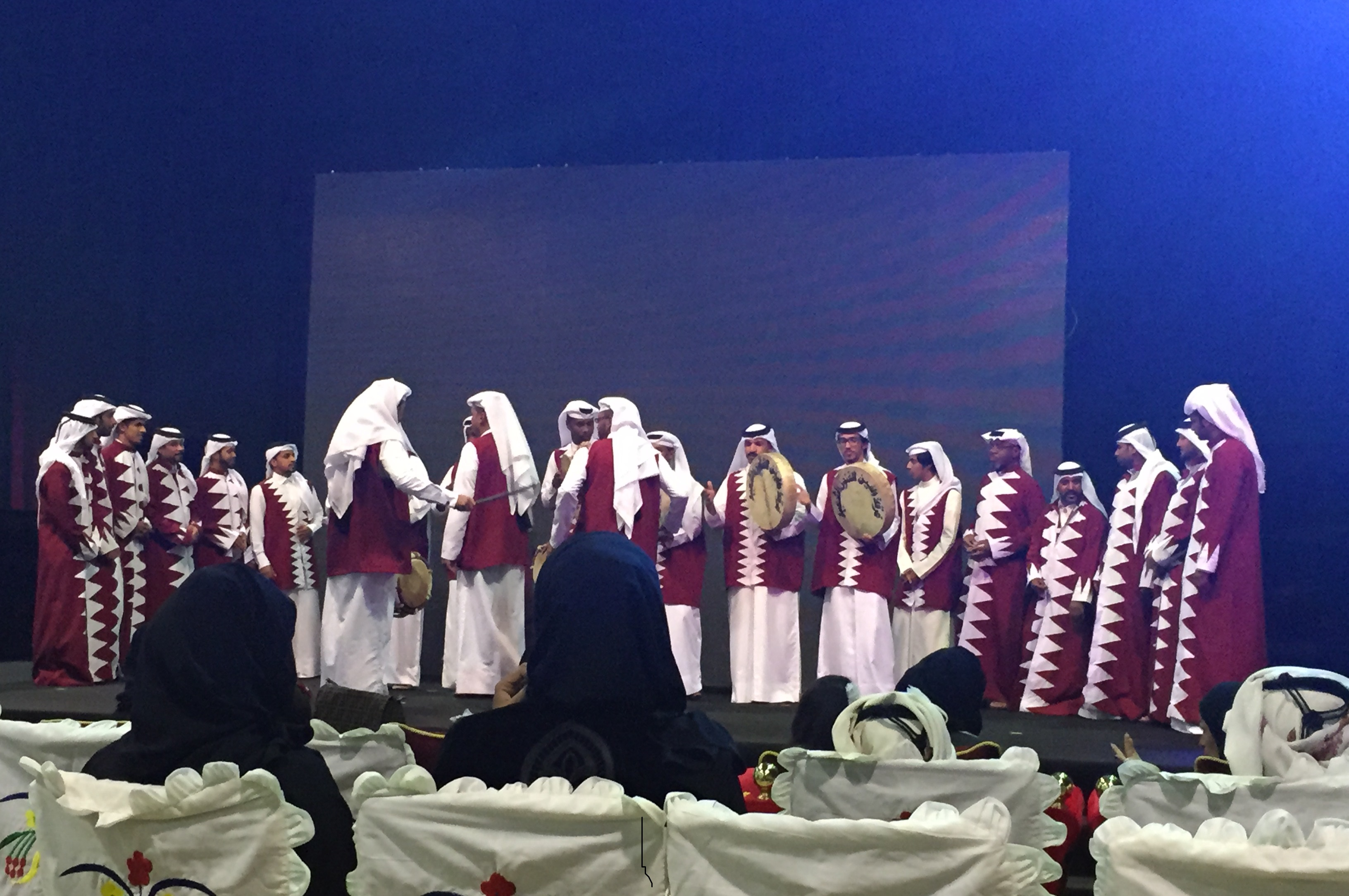
رقصندگان مرد سنتی قطر

موسیقی عامیانه قطر ارتباط نزدیکی با دریا دارد. آهنگ‌های مربوط به شکار مروارید محبوب‌ترین ژانر موسیقی مردان است. هر آهنگ، متناسب با ریتم، فعالیت متفاوتی از سفر مروارید را روایت می‌کند، از جمله پخش بادبان، غواصی و قایقرانی کشتی.
آواز جمعی بخشی جدایی ناپذیر از هر سفر مروارید بود و هر کشتی یک خواننده مشخص داشت، که به صورت محلی به نام النعام معروف بود.
موسیقی قطر بر پایه ترانه، رقص و شعر عامیانهٔ دریا شکل گرفته‌است. رقص‌های سنتی در دوحه در بعد از ظهرهای روز جمعه اجرا می‌شوند؛ یکی از این رقص‌ها رقص عرضه بوده که یک رقص رزمی سبْک‌دار شده‌است و توسط دو ردیف از رقصنده‌هایی که توسط صفی از سازهای کوبه‌ای نظیر الرس، (طبل بزرگی که پوست روی آن با آتش گرم می‌شود)، دایره زنگی، سنج‌ها و درام‌های کوچک همراهی می‌شوند، اجرا می‌شود. دیگر سازهای محلی شامل بربط، ربابه، که هر دو سازهای زهی هستند، و همچنین نی می‌شوند.
عرضه، که یک رقص محلی است، امروزه نیز همچنان در قطر اجرا می‌شود. این رقص توسط دو ردیف از مردانی که در جهت مخالف یکدیگر قرار گرفته‌اند و هر یک ممکن است در حال گرداندن یک شمشیر باشند اجرا شده و بوسیلهٔ سازهای کوبه‌ای و شعر دکلمه‌ای همراهی می‌شود.
دو نوع اصلی رقص عرضه کشورهای اطراف خلیج فارس، عرضه زمینی (عرضه بریه) و عرضه دریایی (عرضه بحری) هستند. رقص عرضهٔ قطری ترکیبی از این دو نوع است. در بعضی اجراها مردان پوشاک مخصوص رقص عرضه زمینی را به تن کرده و در تشکیلاتی ساحلی با پشتیبانی گروه نوازندگان سازهای کوبه‌ای به سبک دریایی به اجرای رقص می‌پردازند.

## ورزش

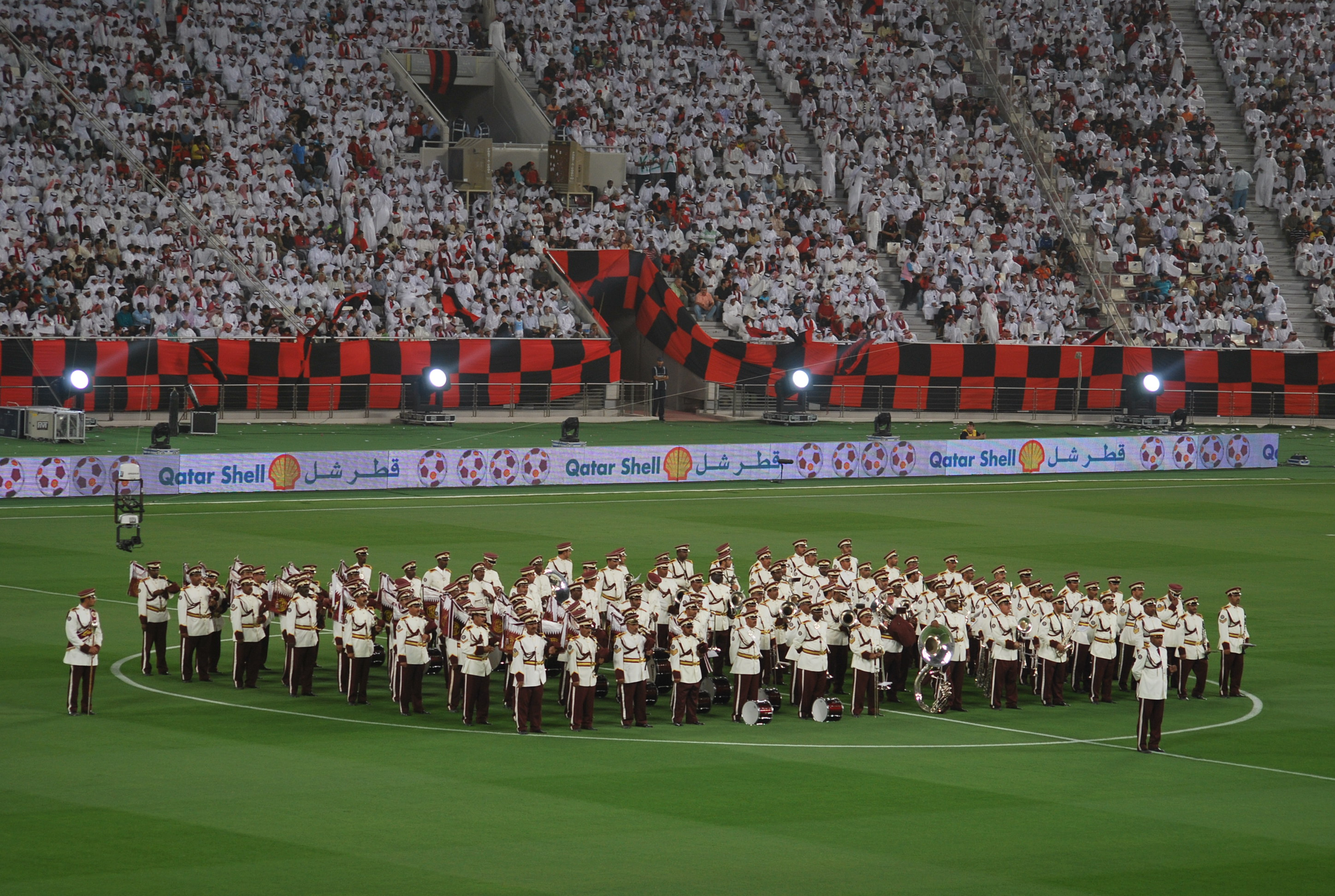
سرود ملی قبل از فینال جام امیر اجرا می‌شود.

هیچ کشور‌ی به اندازه قطر بر روی «قدرت نرم» سرمایه گذاری نکرده و برنامه قدرت نرم هیچ کشوری به اندازه قطر، با «ورزش» عجین نبوده است.
فوتبال با توجه به پایگاه بازیکنان و تماشاگران محبوب‌ترین ورزش است. علاوه بر این دو و میدانی، بسکتبال، هندبال، والیبال، شتر سواری، اسب سواری، کریکت و شنا به‌طور گسترده‌ای انجام می‌شود. در حال حاضر ۱۱ باشگاه چند ورزشی و ۷ باشگاه تک ورزشی در کشور وجود دارد.
ورزش در قطر از نظر مشارکت و محبوبیت در درجه اول بر فوتبال متمرکز است. علاوه بر این، دو و میدانی، بسکتبال، هندبال، والیبال، شترسواری، اسب سواری، کریکت و شنا نیز به‌طور گسترده‌ای برگزار می‌شود. در حال حاضر ۱۱ باشگاه چند ورزشی در کشور قطر و ۷ باشگاه تک ورزشی وجود دارد.
بزرگترین رویداد ورزشی که در قطر برگزار شد بازی‌های آسیایی ۲۰۰۶ بود که به میزبانی این کشور در شهر دوحه برگزار شد. همچنین در ۲ دسامبر ۲۰۱۰، قطر حق میزبانی مسابقات جام جهانی ۲۰۲۲ را بدست آورد و بدین ترتیب به اولین کشور عربی میزبان این مسابقات شد.

## غذا و نوشیدنی

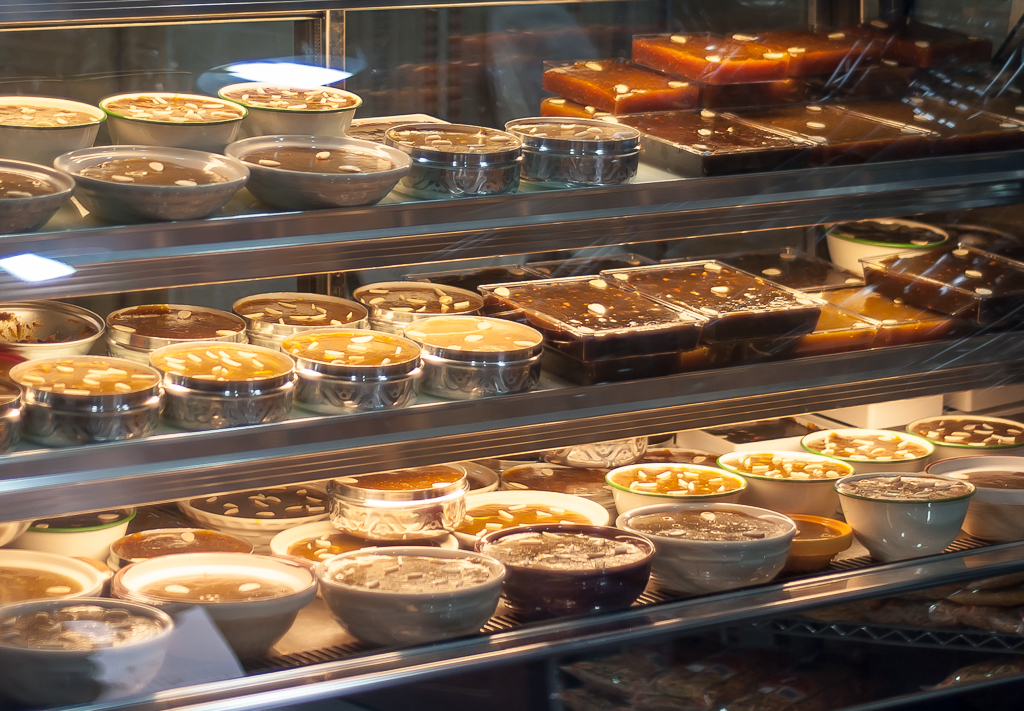
شیرینی قطری در سوق واقف

از آنجا که قطر از قانون شرع پیروی می‌کند، الکل و محصولات گوشت خوک را نمی‌توان وارد کشور کرد.
غذاهای قطری منعکس کننده غذاهای سنتی عرب و لوانتین است. همچنین به شدت تحت تأثیر آشپزی ایرانی و هندی قرار دارد. غذاهای دریایی و خرما کالاهای اساسی غذایی هستند.
از آشپزی سنتی عربی نشأت گرفته‌است. کبسه غذایی حاوی گوشت، برنج و سبزیجات، به عنوان غذای ملی قطر شناخته می‌شود. خوراک دریایی و خرما اقلام اصلی غذایی در این کشور هستند.

## تلویزیون
کنگره رسانه‌های چند ملیتی شبکه رسانه ای الجزیره در دوحه مستقر است و کانال‌های متنوعی از آن وجود دارد که الجزیره عربی، الجزیره انگلیسی، کانال مستند الجزیره، الجزیره موباشر، بی‌ان اسپورتس عربی شامل می‌شود.